# Centaurea ornata

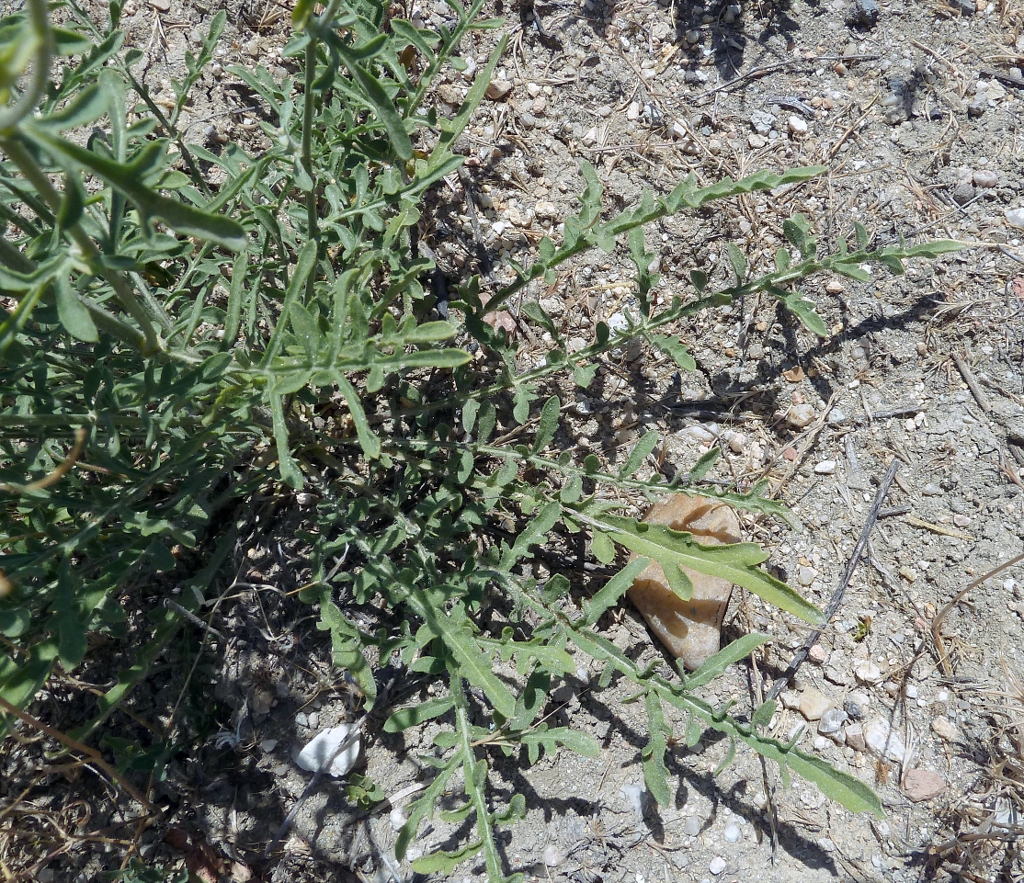
Hojas basales.

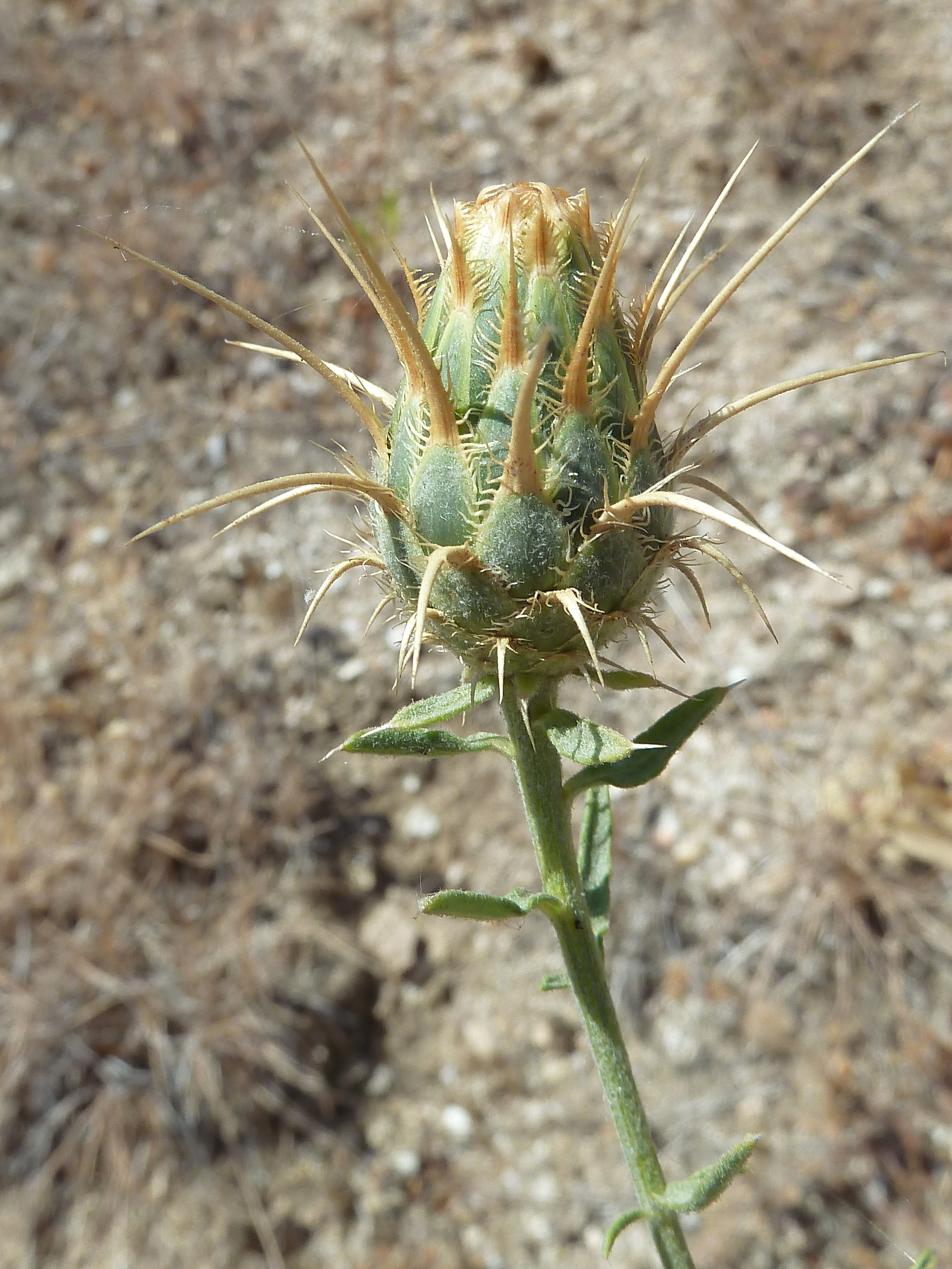
Capítulo en preantesis

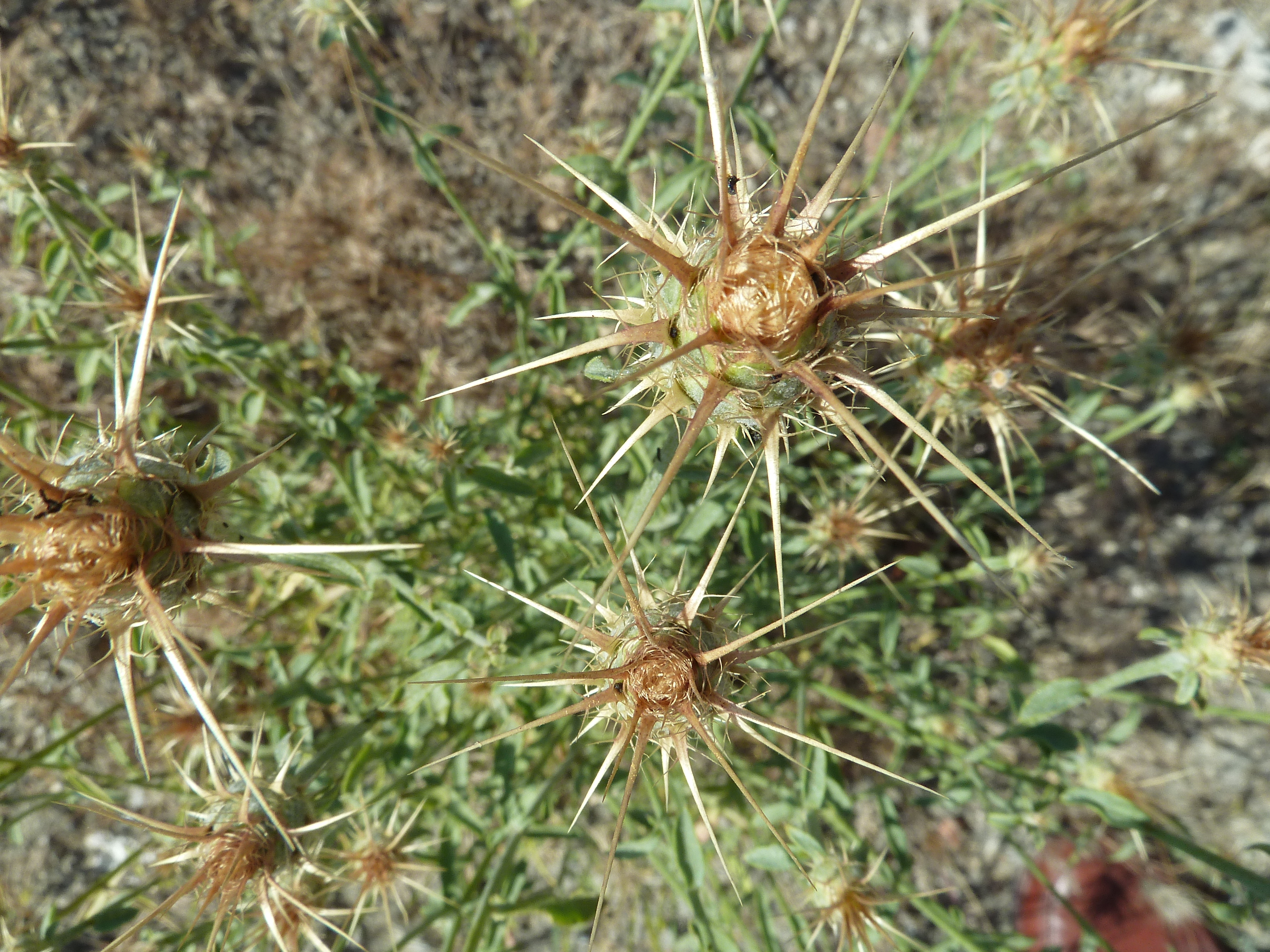
Capítulos en preantesis: vista cenital

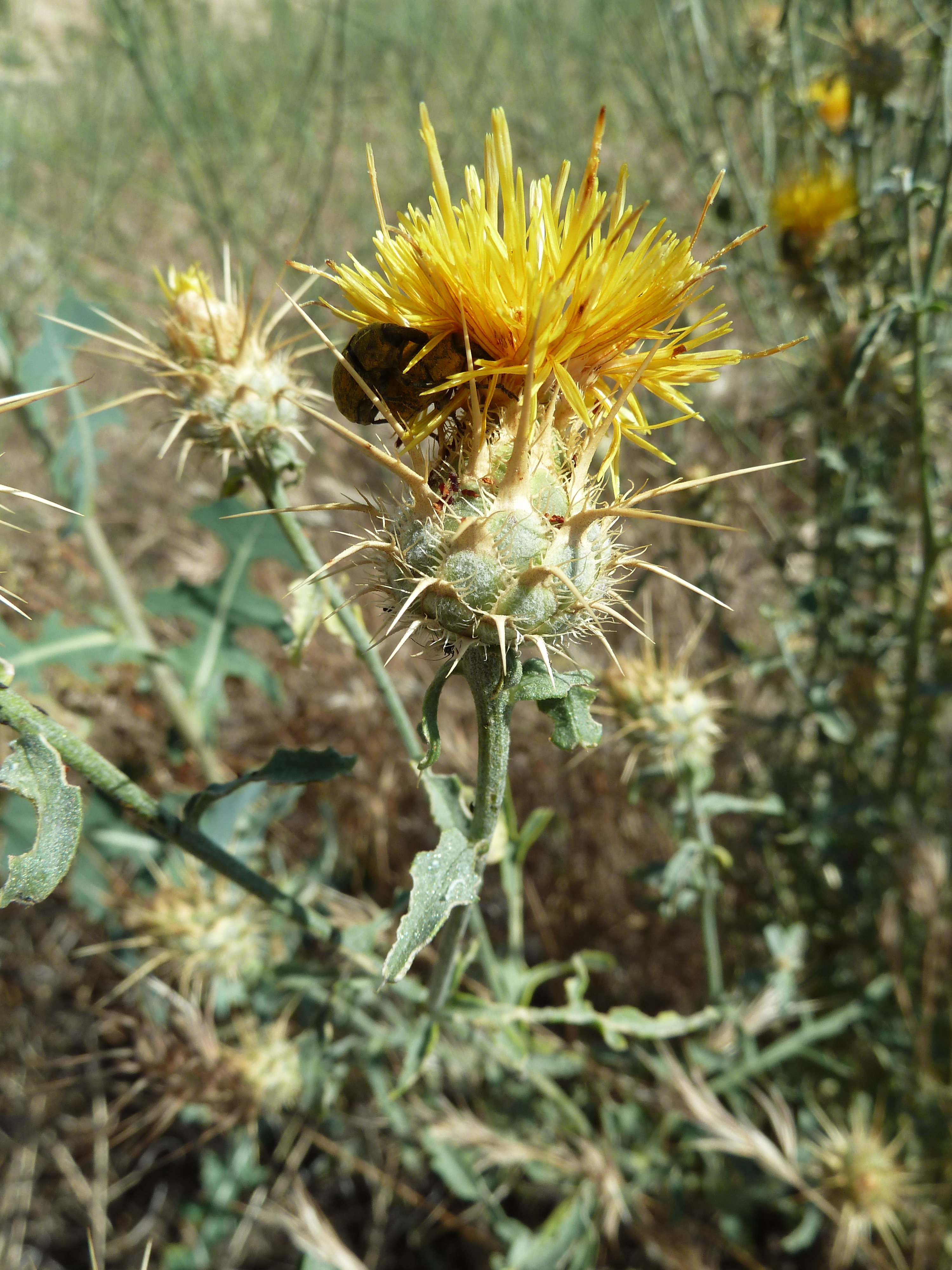
Capítulo en antesis

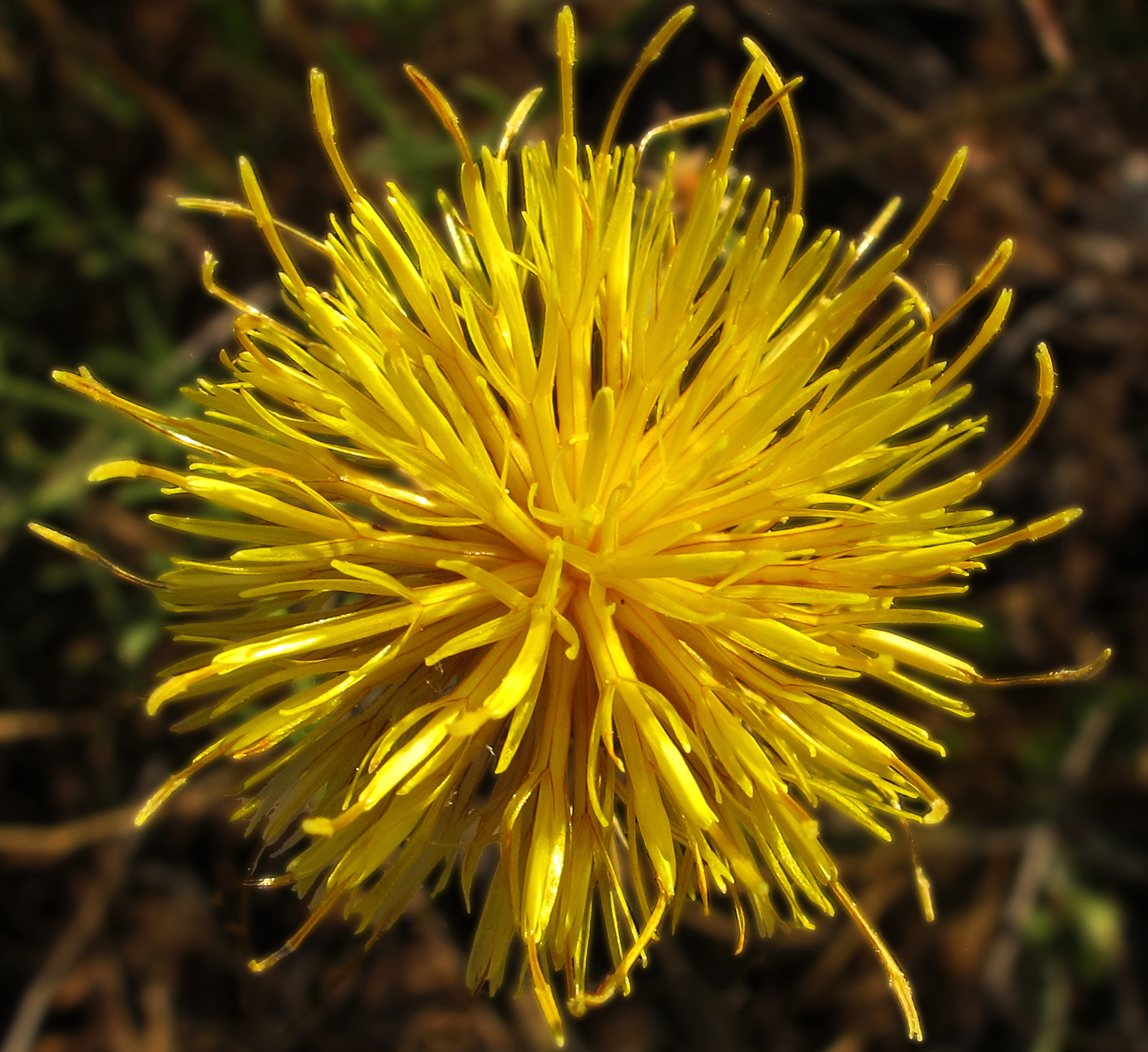
Capítulo en antesis: vista cenital; se aprecian el anillo colector del estilo y sus ramas enteramente soldadas o apicalmente erecto-patentes

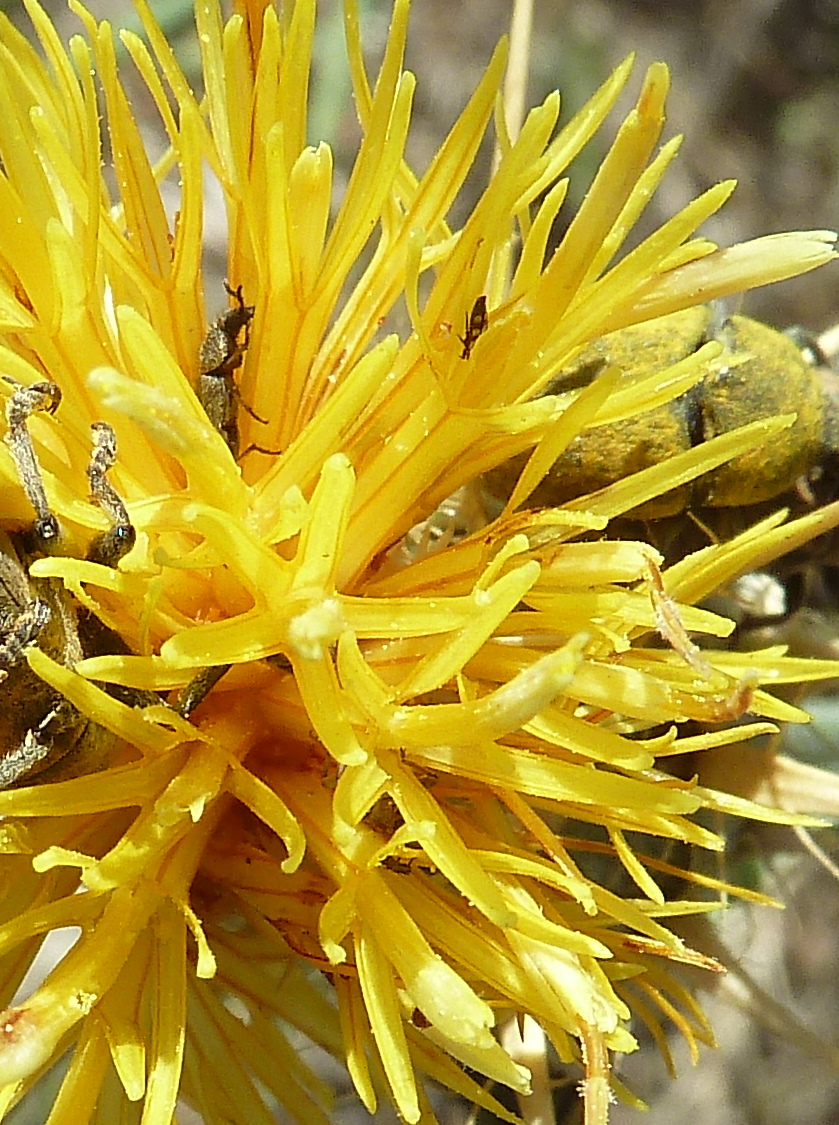
Detalle de los flósculos internos hermafroditos

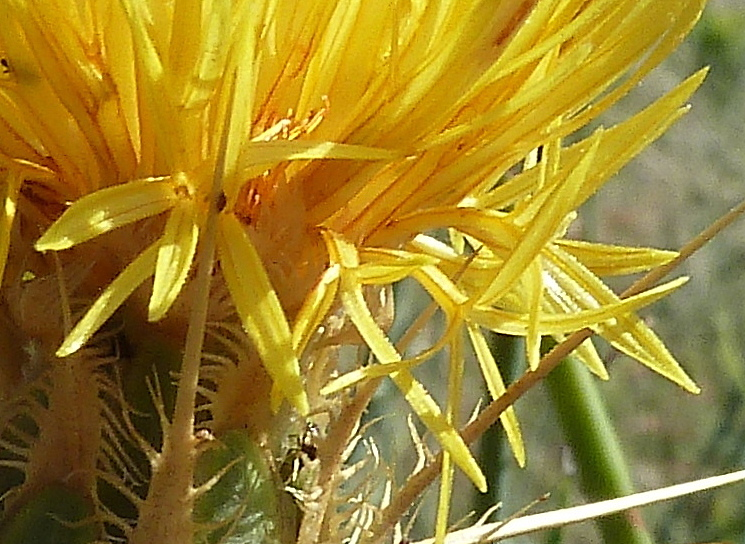
Detalle de los flósculos periféricos neutros

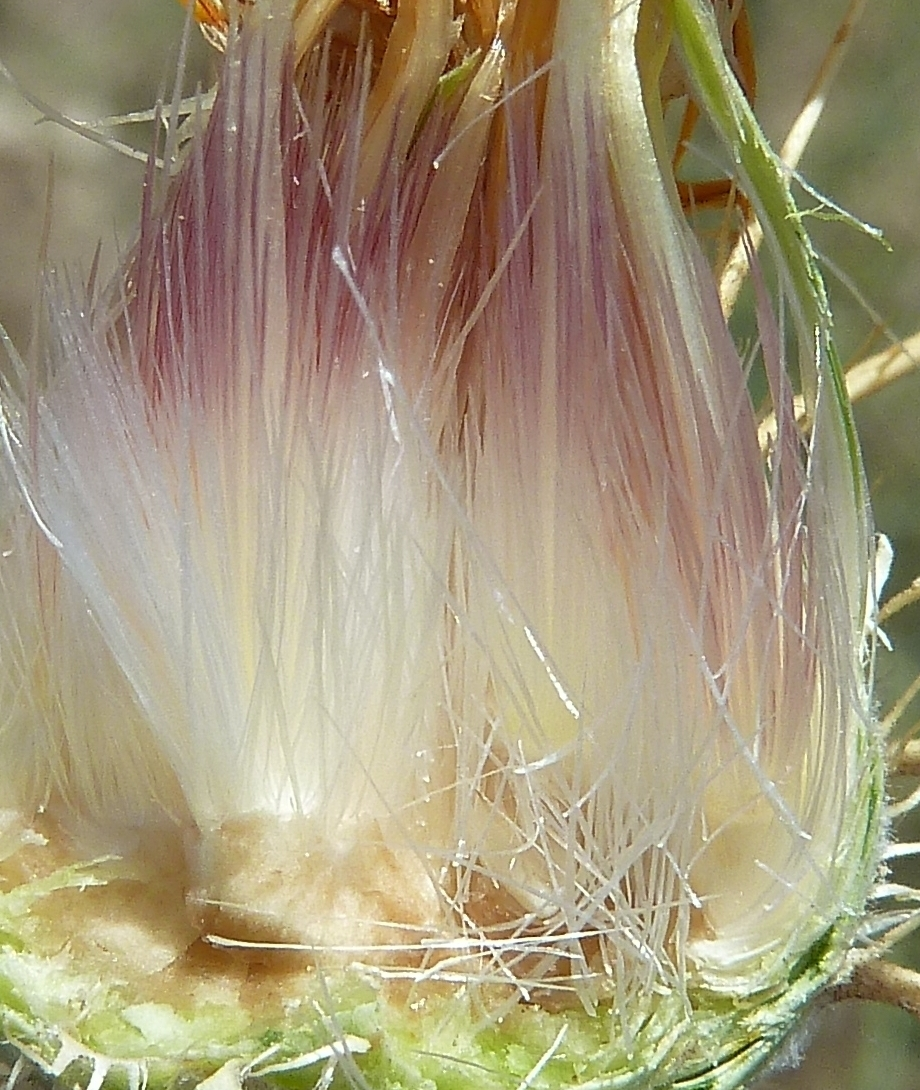
Páleas peloso-cerdosas blancas muy finas y caedizas

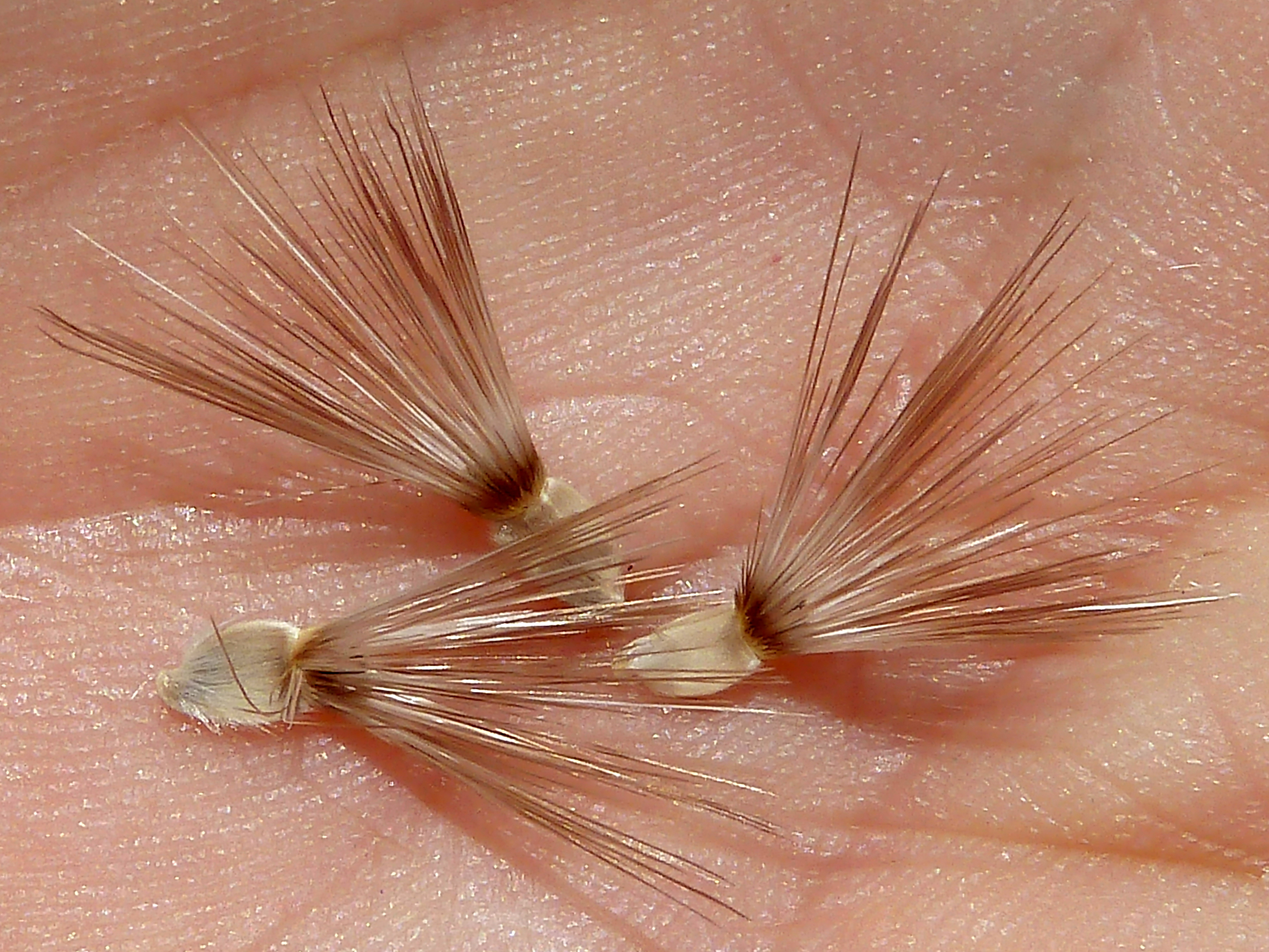
Cipselas sueltas.

Centaurea ornata, el abrepuños —nombre compartido con otras especies espinosas—, es una especie de planta herbácea del género Centaurea de la familia Asteraceae.

## Descripción
Es una planta herbácea perenne con tallos erectos y ramificados de hasta 80cm de altura, acostillados y cubiertos de un indumento de pelos araneosos y otros glandulares. Las hojas, de hasta 40 por 10 cm, son muy variables: las basales, en roseta y pecioladas, desde enteras hasta pinnatipartidas o pinnatisectas con lóbulos mucronados, con márgenes enteros o algo aserrados y de envés densamente peludo; las caulinares, escasas y más pequeñás hacía el ápice del tallo, son semejantes pero sentadas, de márgenes lisos y eventualmente algo revoluto, con lóbulos mucronados; las terminales, similares pero con menos lóbulos o incluso enteras. Los capítulos son terminales y solitarios acompañados o no por las últimas hojas caulinares. El involucro es ovoide, de 15-35 por 10-25 mm, con 7-8 series de brácteas espiralmente imbricadas: las medias ovadas, de color verde pálido, a menudo tomentosas, con apéndices, lateralmente decurrentes, desde amarillentos hasta pardo rojizos con una espina apical recurvada de hasta 4 cm y pectinadd de espinillas mucho más cortas por los lados; dicha espina central es cada vez más larga del exterior hasta el interior del involucro y las brácteas de las últimas filas internas son mucho más sencillas, con un apéndice apical escarioso, más o menos pectinado, y sin espina apical. El receptáculo es cóncavo con alvéolos poli/pentagonales marcados, y páleas peloso-cerdosas traslucidas/blancas muy finas y caedizas. Los flósculos periféricos, neutros, tienen la corola con el tubo blanquecino y el limbo amarillento o anaranjado, a veces rojizo, con 4(5) lóbulos de 3-7 mm, lineares o linear-lanceolados, desiguales; los flósculos centrales, hermafroditos, la tienen con el tubo blanquecino y el limbo amarillo o anaranjado, raramente rojizo, con 5 lóbulos de 3,5-9 mm, más o menos iguales. Los estambres tienen las anteras amarillentas o anaranjadas, a veces rojizas. El estilo, tiene sus ramas enteramente soldadas, apenas abiertas y apicalmente erecto-patentes. El Fruto es una cipsela blanquecina/beich —que se torna parda al madurar— con pubescencia sedosa/lanuda-plateada adpresa más o menos densa y vilano doble, persistente: el externo con varias filas de cerdas setáceas, lineares, desiguales (6-12 mm), denticuladas, blancas o pardas, y el interno con una sola fila de setas mucho más cortas (1-2 mm), laceradas apicalmente, erectas y conniventes. Tiene el hilo cárpico lateral con eleosoma, eventualmente muy discreto y rodeado de cortos pelos erectos.

## Distribución y hábitat
La especie es un Endemismo estricto de la península ibérica (España y Portugal) donde se distribuye por prácticamente todo el territorio, excepto en la franja costera húmeda cantábrica. Se puede encontrar incluso hasta en descampados de ambiente suburbano (por ejemplo en Madrid Capital). Ausente de las Islas Baleares y las Islas Canarias.

Es una especie Hemicriptófita (en el sistema de Raunkiaer) que crece, y abunda, en lugares secos/áridos, arenosos o pedregosos, bordes de camino y carretera, campos, pastizales y claros de bosque o matorral, en suelos ácidos o básicos algo nitrificados, desde el nivel del mar hasta casi 2000 m de altitud Florece y fructifica desde marzo-abril hasta octubre.

## Usos
En medicina popular española se usa para dolor y úlceras de estómago, escoriaciones, hemorroides y heridas diversas; también como diurético.[cita requerida]La decocción de la raíz se utiliza localmente (Ciudad Real y en otras zonas rurales como La Tuda, de Zamora) como cicatrizante de fístulas.

## Taxonomía
Centaurea ornata fue descrita por Carl Ludwig Willdenow y publicado, sin figuración, en Species Plantarum, ed. 4 (Willdenow), vol. 3(3), n.º 103, p. 2320 en 1803. Locus typicus: España («Hábitat in Hispania»).
Etimología
- Centaurea: nombre genérico que procede del griego χενταυρος, centaurēus, -a, -um en latín, «propio del Centauro», vocablo que designaba unos seres mitológicos de las montañas de Tesalia, mitad hombre y mitad caballo, donde sobresalía Quirón, médico y preceptor de muchos héroes mitológicos, como Hércules, pues según cuenta Plinio el Viejo, Historia Naturalis, 25, 66: “Se dice que Quirón se curó con la ‘centaura’ cuando cayó sobre su pie una flecha al manejar las armas de Hércules, por lo cual algunos la llaman «planta de Quirón»”(«Centaurio curatus dicitur Chiron, cum Herculis excepti hospitio pertractanti arma sagitta excidisset in pedem, quare aliqui Chironion vocant.»).[2] O sea, y en definitiva, «la planta que usó el Centauro Quiron para curarse de una herida». También en Virgilio en las Georgicas (4,270) como centaurēum, -i, y, mucho más tarde, en Isidorus Hispalensis (17, 9, 33), como centauria, -ae.[8]
- ornata: prestado del latín ornātus, -a, -um, derivado de orno, -āvi,ātum, -āre, adornar, embellecer, o sea "adornada", por sus brácteas involucrales profusamente cinceladas de espinas y apéndices pectinados.[8]

Sinonimia
- Acrocentron ornatum Webb
- Acosta coerulescens (Willd.) Holub
- Centaurea caerulescens Willd.
- Centaurea gabrielis-blancae Fern. Casas
- Centaurea galianoi Fern.Casas & Susanna
- Centaurea incana subsp. ornata (Willd.) Maire
- Centaurea interrupta Hoffmanns. & Link
- Centaurea ornata subsp. interrupta (Hoffmanns. & Link) Franco
- Centaurea ornata var. agustisquama Pau
- Centaurea ornata var. galianoi (Fern. Casas & Susanna) Fern. Casas
- Centaurea ornata var. interrupta (Hoffmanns. & Link) Cout.
- Centaurea ornata var. macrocephala Willk.
- Centaurea ornata var. microcephala Willk.
- Centaurea ornata var. purpureiflora Pau
- Centaurea ornata var. tenuispina Pau
- Centaurea virgata Cav.
- Colymbada ornata (Willd.) Holub[9][10][3]

Número básico de cromosomasx= 10; con formas diploides y tetraploides

## Nombres comunes
- Castellano: abrepuños (5), agarzoya, argolla, arzolla (7), arzoya (4), azolla, cabeza de espinas, cardo abrepuños, cardo amarillo de calvero, cardo burrero, cardo cabezudo, cardo de argolla, cardo de arzolla, cardo uvero, encojaperros, espinas de calvero (2), garzoya, garzoya amarilla, lazoya, raíz de arzoya (2), raíz de lozoya, zolla. Las cifras entre paréntesis indican la frecuencia del uso del vocablo en España.[3] También: Raíz de la olla, olla, cardo la zolla, raíz de arzolla, zoillia, cardansole[12]